# Іван Васильович Чорторийський
Іван Васильович Чорторийський (пол. Czortoryjs'kyj Iwan Wasylowycz, ? — 1460) — литовсько-руський князь з роду Чарторийських. Один з убивць великого князя литовського Сигізмунда Кейстутовича.

## Життєпис
Згаданий в джерелах у 1438—1454 роках. На грамотах князя Свидригайла його підпис стоїть одним з перших. Князь Іван та його брат Олександр були прибічниками Свидригайла у його війнах з двоюрідним братом, Сигізмундом за владу у Великому князівстві Литовському.
Разом з братом Олександром (конюшим великого князя Сигізмунда) та Яном Довгірдом 1440 p. в Троцькому замку здійснив замах на Сигізмунда Кейстутовича. Ян Длугош та лівонські джерела головним організатором вважають саме Івана Чорторийського, руські літописи — його брата Олександра. 
Після вчинення замаху князь Іван закрився в верхньому Троцькому замку, перебував там до того часу, поки не отримав від великого князя литовського Казимира Ягелончика «лист безпеки». В 1441, 1445 роках перебував у Львові. В 1451 на Волині на нього здійснили напад татари.
Після смерті Свидригайла підтримав передачу Луцького замку (1452) литвинам, висланим від великого литовського князя. В тому ж році перебрався на Сіверщину, де великий князь литовський Казимир Ягеллончик передав йому половину Трубчевського князівства.
Помер князь Іван, ймовірно, в Трубчеську, не залишивши після себе нащадків.